# رفتار مصرف‌کننده
رفتار مصرف‌کننده (به انگلیسی: Consumer Behavior) به اقدامات افراد یا گروه‌ها در به دست آوردن، مصرف و دفع کالاها و خدمات اقتصادی، از جمله فرآیندهای تصمیم‌گیری قبل و بعد از این اعمال گفته می‌شود.
رفتار مصرف‌کننده مطالعه مصرف‌کنندگان و فرآیندهایی است که آنها برای انتخاب، استفاده (مصرف) و دور ریختن محصولات و خدمات از جمله واکنش‌های عاطفی، ذهنی و رفتاری مصرف‌کنندگان استفاده می‌کنند.
رفتار مصرف‌کننده شامل ایده‌هایی از چندین علم از جمله روانشناسی، زیست‌شناسی، شیمی و اقتصاد است.

## اهمیت رفتار مصرف‌کننده
درک رفتار مصرف‌کننده به منظور موفقیت یک شرکت برای محصولات فعلی و همچنین عرضه محصولات جدید ضروری است. هر مشتری فرایند فکر و نگرش متفاوتی نسبت به خرید یک محصول خاص دارد. اگر شرکتی نتواند واکنش مصرف‌کننده نسبت به یک محصول را درک کند، احتمال شکست محصول زیاد است.
با توجه به تغییر مد، تکنولوژی، روندها، سبک زندگی، درآمد قابل تصرف و عوامل مشابه دیگر، رفتار مصرف‌کننده نیز تغییر می‌کند. یک بازاریاب باید عواملی را که در حال تغییر هستند درک کند تا بتوان تلاش‌های بازاریابی را بر این اساس هماهنگ کرد.

### تفکیک مصرف‌کننده
در بازاریابی، تفکیک مصرف‌کننده راهی برای تشخیص یک مصرف‌کننده از چندین مصرف‌کننده دیگر است. این به ایجاد یک گروه هدف از مصرف‌کنندگان با رفتار یکسان یا مشابه کمک می‌کند. اگرچه هر کسب و کاری یک جمعیت هدفمند مشتری دارد، اما همچنان می‌توانید بین مشتریان فردی تفاوت‌هایی ایجاد نماید. هر گروه از مصرف‌کنندگان متفاوت است و نیازها و خواسته‌های آنها با گروه‌های دیگر متفاوت است. زمانی که یک بازاریاب در مورد تمایز هر گروه از مصرف‌کنندگان آگاه باشد، می‌تواند برنامه‌های بازاریابی جداگانه ای طراحی کند.

### حفظ مشتریان
رفتار مصرف‌کننده فقط برای جذب مشتریان جدید مهم نیست، بلکه حفظ مشتریان فعلی نیز بسیار مهم است. وقتی مشتری از محصول خاصی خوشحال باشد، خرید را تکرار می‌کند؛ بنابراین بازاریابی محصول باید به گونه ای انجام شود که مشتریان را متقاعد به خرید مجدد محصول کند.

### طراحی برنامه بازاریابی مرتبط
درک رفتار مصرف‌کننده به شما امکان می‌دهد کمپین‌های بازاریابی مؤثر ایجاد کنید. هر کمپین می‌تواند به‌طور خاص با گروه جداگانه ای از مصرف‌کنندگان بر اساس رفتار آنها صحبت کند. به عنوان مثال، در حالی که بازار کودکان را هدف قرار می‌دهید، ممکن است مجبور باشید به مکان‌هایی مانند تبلیغات تلویزیونی، برنامه‌های مدرسه و وبلاگ‌هایی که مادران جوان را هدف قرار می‌دهند، توجه کنید. شما باید رویکردهای پیام رسانی متفاوتی را برای گروه‌های مختلف مصرف‌کننده در پیش بگیرید.

### پیش‌بینی روند بازار
تحلیل رفتار مصرف‌کننده اولین چیزی است که تغییر در روند بازار را نشان می‌دهد. به عنوان مثال، گرایش اخیر مصرف‌کنندگان به سمت دوستدار محیط زیست و غذای سالم است. این روند در حال تغییر بازار توسط بسیاری از برندها از جمله مک دونالد مشاهده شد. مک دونالد بر اساس رفتار مصرف‌کننده، گزینه‌های غذایی سالم را ارائه کرد.

### رقابت
یکی از مهم‌ترین دلایل مطالعه رفتار مصرف‌کننده، یافتن پاسخ برخی از سؤالات است:
1. آیا مشتری از رقیب شما خرید می‌کند؟
2. چرا مصرف‌کننده از رقیب شما خرید می‌کند؟
3. چه ویژگی‌هایی باعث جذب مشتری به محصولات رقیب تان می‌شود؟
4. مصرف‌کنندگان شما در مقایسه با رقبای شما چه شکاف‌هایی را در محصولات شما شناسایی می‌کنند؟

### نوآوری در محصولات جدید
همه ما برخی از نام‌های بزرگ مانند New Coke, Crystal Pepsi, Colgate Kitchen Entrées, Earring Magic Ken Doll، و Wheaties Dunk-a-Balls Cereal را می‌شناسیم. آیا می‌توانید شباهت‌های این محصولات را ببینید؟ بله همه شکست خوردند!!حقیقت غم‌انگیز این است که اکثر محصولات جدید و ایده‌های جدید با شکست مواجه می‌شوند. تخمینی از شکست محصول جدید وجود دارد - بر اساس نوع صنعت، آنها از ۳۳٪ تا ۹۰٪ متغیر هستند. شرکت‌ها به‌طور مداوم تلاش می‌کنند تا میزان موفقیت محصولات جدید یا ایده‌های جدید خود را بهبود بخشند. یکی از مهمترین راه‌ها انجام مطالعه صحیح و متفکرانه رفتار مصرف‌کننده است.

### حضور در بازار مرتبط
هنگامی که جهان با سرعت امروز در حال تغییر است، بزرگترین چالشی که همه ما با آن روبرو هستیم، مرتبط ماندن با بازار هدفمان است. و آیا می‌دانید دلیل اصلی تغییرات سریع چیست؟ این رفتار همیشه در حال تغییر مشتریان ما است. مصرف‌کنندگان امروزی انتخاب‌ها و فرصت‌های بیشتری دارند، به این معنی که می‌توانند به راحتی به شرکتی که محصولات و خدمات بهتری ارائه می‌دهد، روی بیاورند.

### بهبود خدمات مشتری
مصرف‌کنندگان به سطوح مختلفی از خدمات مشتری نیاز دارند و درک تفاوت‌های موجود در پایگاه مشتری به شما کمک می‌کند تا مناسب‌ترین خدمات را برای نیازهای فردی ارائه دهید.

## رفتار مصرف‌کننده – به عنوان یک فرایند
هنگام تلاش برای خرید چیزی، رفتار مصرف‌کننده ما شامل یک فرایند است.

### ابتدا باید یک مشکل را تشخیص دهیم.
در این مرحله هدف ما برآوردن یک نیاز یا خواسته‌است. برای مثال، فرض کنید باید لباس‌هایمان را اتو کنیم.

### دوم، ما تحقیق می‌کنیم.
در طول این مرحله، ما فعالانه به دنبال راه‌هایی برای ارضای نیاز خود هستیم؛ مثلاً می‌توانیم لباس‌ها را به‌طور سنتی اتو کنیم، از اتو بخار استفاده کنیم یا به خشک‌شویی ببریم.

### سوم، ما جایگزین‌ها را ارزیابی می‌کنیم.
بر اساس اطلاعاتی که جمع‌آوری کرده‌ایم، تصمیم می‌گیریم که کدام گزینه به بهترین وجه نیاز یا خواسته ما را برآورده می‌کند. به عنوان مثال، ممکن است تصمیم بگیریم که بردن لباس به خشکشویی به ماندگاری بیشتر آنها کمک می‌کند. با این حال، اگر بخواهیم در درازمدت در پول خود صرفه جویی کنیم، خرید اتو می‌تواند انتخاب بهتری باشد.

### چهارم؛ این مرحله خرید است
این زمانی است که ما تصمیم می‌گیریم بهترین گزینه را برای رفع آن نیاز یا خواسته بخریم.

### در نهایت، مرحله ارزیابی پس از خرید وجود دارد.
در این مرحله خرید خود را ارزیابی می‌کنیم. به عبارت دیگر، ما تعیین می‌کنیم که آیا خرید ارزشش را داشت یا خیر. آیا نیاز ما را برآورده می‌نماید؟ آیا محصول یا خدمات پس از استفاده از آن رضایت را به همراه داشت؟
مثلاً ما تصمیم گرفتیم اتو را تهیه کنیم، چون هر زمان که دوست داشته باشیم می‌توانیم هر چه دوست داشته باشیم اتو کنیم. لازم نیست روزها منتظر بمانیم؛ بنابراین، خرید رضایت را به همراه داشت.

## عوامل تأثیر گذار بر رفتار مصرف‌کننده
رفتار مصرف‌کننده تحت تأثیر عوامل متعددی قرار می‌گیرد. آنها را می‌توان به عوامل فرهنگی، اجتماعی، فردی و روانی طبقه‌بندی کرد.

### عوامل فرهنگی
1. فرهنگ: عوامل فرهنگی تأثیر عمیقی بر رفتار خریدار دارند. فرهنگ تعیین‌کننده اصلی خواسته‌های یک فرد است. به مجموعه ای از باورها، ارزش‌ها، نگرش‌ها، اخلاقیات، آداب و رسوم، عادات و اشکال رفتاری که توسط یک جامعه مشترک است، اشاره دارد. اینها از نسلی به نسل دیگر منتقل می‌شوند. فرهنگ همیشه زنده، متحرک و همیشه در حال تغییر است. فرهنگ الگوی مصرف و الگوی تصمیم‌گیری را شکل می‌دهد. عادات غذایی، اعمال مذهبی، طرز لباس پوشیدن ما همگی تحت تأثیر فرهنگ هستند. مثال‌ها:(الف) استفاده از پودر دندان مطابق با عادات سنتی شستشوی دهان است. فرد پودر دندان را به انگشت اشاره خود زده و آن را روی دندان‌ها می‌مالد. از این رو دلیل محبوبیت پودر دندان است. (ب) بسیاری از شرکت‌ها با تقویم‌های مذهبی همراه با تصاویر محصولات خود تولید کرده‌اند و چنین تقویم‌هایی برای مدت طولانی حفظ می‌شوند.
2. خرده فرهنگ:هر فرهنگ متشکل از خرده فرهنگ‌های کوچک‌تری است که شناسایی و اجتماعی‌سازی خاص‌تری را برای اعضای خود فراهم می‌کند.

چهار نوع خرده فرهنگ وجود دارد:
- گروه‌های ملیتی مانند چینی، ایرلندی، لهستانی و غیره،
- گروه‌های نژادی مانند سیاه پوستان، سفیدپوستان و غیره،
- گروه‌های جغرافیایی مانند شمال هند، جنوب هند و غیره،
- گروه‌های مذهبی مانند مسیحیان، مسلمانان، هندوها، و غیره.

### عوامل اجتماعی
1. گروه‌های مرجع: گروه‌های مرجع گروه‌های اجتماعی، اقتصادی یا حرفه‌ای هستند که تأثیر مستقیم یا غیرمستقیم بر نگرش یا رفتار افراد دارند. مصرف‌کنندگان اطلاعات ارائه شده توسط گروه‌های همتای خود را در مورد کیفیت، عملکرد، سبک و غیره می‌پذیرند. این گروه‌ها بر نگرش فرد تأثیر می‌گذارند. آنها را در معرض رفتارها و سبک زندگی جدید قرار دهید. یک خانواده، یک حلقه دوستان، یک باشگاه محلی، یک تیم ورزشی و گروه‌های زندگی در دانشگاه نمونه‌هایی از گروه‌های مرجع کوچک هستند. وقتی عضوی از محصولی راضی باشد، فروشنده آن محصول می‌شود. او بر سایر اعضای گروه تأثیر می‌گذارد. مصرف‌کننده بر اساس تحسین (بازیکنان کریکت) و آرزو (ستاره‌های فیلم) یا همدلی، نظر مثبتی نسبت به یک محصول یا خدمات ایجاد می‌کند. مصرف‌کنندگان فکر می‌کنند که اگر از آن استفاده کند باید خوب باشد، اگر استفاده کنم مثل او می‌شوم. مثال- بسیاری از بازاریابان از ستاره‌های سینما برای تبلیغ کالاهای مصرفی استفاده کرده‌اند.
2. خانواده: خانواده تأثیرگذارترین گروه بر نگرش فرد را تشکیل می‌دهد. ارزش‌های شخصی، نگرش‌ها و عادات خرید توسط تأثیرات خانواده شکل گرفته‌است. اعضای خانواده نقش‌های متفاوتی مانند تأثیرگذار، تصمیم گیرنده، خریدار و کاربر را در فرایند خرید ایفا می‌کنند.
3. نقش‌ها و موقعیت‌ها: نقش‌ها و موقعیت‌ها عواملی هستند که بر تصمیم‌گیری نیز تأثیر می‌گذارند. نقش‌ها فعالیت‌های فرد در یک گروه است. زن در یک خانواده نقش همسر، مادر و خواهر را بازی می‌کند. او نقش یک کارمند در یک سازمان را بازی می‌کند. او ممکن است نقش منشی یک انجمن را نیز بازی کند. هر نقشی جایگاهی دارد. مردم محصولاتی را انتخاب خواهند کرد که وضعیت آنها را به جامعه منتقل کند. مثال- مدیری که در یک بانک چندملیتی کار می‌کند ممکن است پیراهن/شلوار مارک دار، ساعت‌های گران‌قیمت، عطرها و رانندگی با ماشین را برای رسیدن به دفتر ترجیح دهد.

### عوامل شخصی
تصمیمات خریدار نیز تحت تأثیر ویژگی‌های شخصی است، به ویژه سن خریدار و مرحله چرخه زندگی، شغل، شرایط اقتصادی، سبک زندگی، شخصیت و خودپنداره.
1. چرخه زندگی: مردم در طول عمر خود کالاها و خدمات مختلفی را خریداری می‌کنند. چرخه زندگی یک فرد با تولد کودک شروع می‌شود، به دوران نوزادی، نوجوانی، نوجوانی، بزرگسالی، میانسالی، پیری تغییر می‌کند و سپس با مرگ به پایان می‌رسد. در هر مرحله، رفتار خرید افراد متفاوت است. در سه مرحله اول، تصمیمات توسط مصرف‌کننده گرفته نمی‌شود. آنها کاملاً به دیگران وابسته هستند. در مرحله بعد، خریداران نه تنها تصمیمات خود را می‌گیرند، بلکه بر تصمیمات خرید دیگران نیز تأثیر می‌گذارند. در مراحل بعدی چرخه زندگی، آنها به مراحل اولیه بازمی‌گردند. به عنوان مثال- با قرار گرفتن در معرض تلویزیون، کودکان مدرسه‌ای شروع به تأثیرگذاری بر تصمیمات خرید در مورد بیسکویت، شکلات، نوشابه، اسباب‌بازی کرده‌اند و بازاریابان این بخش را هدف قرار می‌دهند.
2. شغل: رفتار یک فرد به شغل او بستگی دارد. مدیر عامل یک شرکت کت و شلوارهای گران‌قیمت، مسافرت هوایی، کلبه مجزا و غیره را ترجیح می‌دهد. از این رو، ارضای نیاز او به شغل او بستگی دارد که وسیله را برای او فراهم می‌کند.
3. شرایط اقتصادی: شغل باعث ایجاد شرایط اقتصادی می‌شود. ممکن است فردی تمایل زیادی به خرید چیزهای زیادی داشته باشد. تمام نیازهای او به خواسته تبدیل نمی‌شود. این نتیجه قدرت خرید اوست. شرایط اقتصادی افراد به درآمد قابل مصرف، پس‌انداز، دارایی، قدرت وام‌گیری و نگرش آنها نسبت به هزینه در مقابل پس‌انداز اشاره دارد. به عنوان مثال- طبقه متوسط هند در رونق رشد کرده و مصرف اقلامی مانند لوازم آشپزخانه، تلویزیون، یخچال، ماشین لباسشویی، پوشاک آماده، جواهرات رو به رشد است.
4. سبک زندگی: سبک زندگی ممکن است به عنوان الگو یا شیوه زندگی یک فرد تعریف شود که از طریق فعالیت‌ها، علایق و نظرات فرد نشان داده می‌شود. یک فرد ممکن است در یک آپارتمان زندگی کند. او ممکن است مبلمان گران‌قیمتی داشته باشد. او ممکن است شام خود را فقط در هتل‌های پنج ستاره صرف کند. سرگرمی او ممکن است بازی بیلیارد باشد. با فعالیت‌های فوق می‌توان به سبک زندگی یک فرد پی برد. از این رو، او با توجه به سبک زندگی خود انتخاب خواهد کرد.
5. شخصیت: شخصیت به عنوان ویژگی‌های متمایز روان‌شناختی فرد تعریف می‌شود که منجر به واکنش‌های نسبتاً ثابت و پایدار نسبت به محیط او می‌شود. شخصیت با ویژگی‌هایی مانند اعتماد به نفس، تسلط، خودمختاری، احترام، جامعه پذیری، تدافعی و سازگاری توصیف می‌شود. فردی که شخصیت خود را حفظ کند، بر این اساس تصمیم به خرید خود می‌گیرد. او محصولات و خدماتی را خریداری می‌کند که تصویر او را منعکس می‌کند.

### عوامل روانشناسی
1. انگیزه: انگیزه نیروی محرکه ای است که فرد را وادار به عمل می‌کند. انگیزه برای عمل، حرکت، دستیابی به هدف است. یک انسان با انگیزه مجموعه ای از نیازها است. هنگامی که این نیازها با قدرت خرید پشتیبانی می‌شود، تبدیل به یک خواسته می‌شود؛ بنابراین، رفتار خریدار با انگیزه تحریک می‌شود.
2. ادراک: یک فرد با انگیزه آماده عمل است. اینکه شخص با انگیزه واقعاً چگونه عمل می‌کند تحت تأثیر درک او از موقعیت است. ادراک به معنای دیدن، شنیدن، لمس کردن، بوییدن و حس کردن چیزی است که یک رویداد یا رابطه است و سازماندهی، تفسیر و یافتن معنا در تجربه.
3. یادگیری: یادگیری تغییراتی را در رفتار یک فرد که از تجربه ناشی می‌شود را توصیف می‌کند. یادگیری به تغییرات رفتاری اشاره دارد که در اثر تمرین یا تجربه ایجاد می‌شود. تقریباً هر کاری که فرد انجام می‌دهد یا فکر می‌کند آموخته‌است. یادگیری فرایند کسب دانش در مورد محصولات، مزایا و روش‌های استفاده از آنها و همچنین دفع محصول پس از استفاده است. مثال- نمایش محصول یک روش بسیار مؤثر برای متقاعد کردن مصرف‌کننده است. محصولاتی مانند رنگ، زودپز، کود شیمیایی از طریق نمایش تبلیغ می‌شوند.
4. اعتقاد:اعتقاد و باور یک تفکر توصیفی است که شخص در مورد چیزی دارد. این باورها ممکن است بر اساس دانش، عقیده یا ایمان باشد. آنها ممکن است تغییر عاطفی داشته باشند یا نباشند. نگرش، ارزیابی‌های شناختی مطلوب یا نامطلوب، احساسات عاطفی و تمایلات عملی فرد نسبت به یک شی یا ایده را توصیف می‌کند.[۵]